# Rita Daimer
Rita Daimer (* 22. November 1962 in Klettham) ist eine ehemalige deutsche Sprinterin, die sich auf den 400-Meter-Lauf spezialisiert hatte.
1979 gewann sie mit der 4-mal-400-Meter-Staffel Silber bei den Junioreneuropameisterschaften. Bei den Weltmeisterschaften 1983 in Helsinki kam sie mit der 4-mal-400-Meter-Staffel auf den sechsten Platz. Insgesamt trat sie achtmal im Nationaltrikot für die Bundesrepublik an.
Bei den Deutschen Hallenmeisterschaften wurde sie 1981 Zweite und 1983 Dritte. Bei den Freiluftmeisterschaften war der fünfte Platz 1981 ihre beste Platzierung.
Rita Daimer startete bis 1982 für die LAG Mittlere Isar, 1983 für den USC München.

## Persönliche Bestzeiten
- 100 m: 11,72 s, 27. Juni 1981, München
- 200 m: 23,87 s, 22. August 1981, Traun
- 400 m: 52,64 s, 30. August 1981, Koblenz